# Conops philippinensis
Conops philippinensis är en tvåvingeart som beskrevs av Krober 1927. Conops philippinensis ingår i släktet Conops och familjen stekelflugor. Inga underarter finns listade i Catalogue of Life.